# Frediano Sessi
Frediano Sessi (Torviscosa, 1949) è uno scrittore, traduttore, storico e curatore editoriale italiano., ritenuto inoltre uno degli studiosi italiani più conosciuti per le sue competenze sulla Shoah e in particolar modo su Auschwitz e del sistema concentrazionario dei campi di sterminio con «saggi ad ampia diffusione tra il pubblico».

## Biografia
Tra le molteplici attività editoriali c'è la direzione di collane come Adularia (per l'editore milanese Lombardi dal 1987 al 1994), Gli specchi della memoria per Marsilio Editori, dal 1992 al 2010); la consulenza e collaborazione con Einaudi (dal 1990 al 2005) e con altri editori tra i quali Rizzoli e Piemme. Dal 1998 ha iniziato la collaborazione con la pagina culturale del Corriere della Sera. Attualmente è membro del comitato scientifico della Fondation Auschwitz di Bruxelles (è stato membro del comitato scientifico della Fondazione Ex Campo di Fossoli, per dieci anni, dal 1996 al 2006 e del comitato scientifico dell'Istituto Alcide Cervi di Gattatico - Reggio Emilia, fino al dicembre 2015). Da sempre, se si esclude il primo racconto edito (Il diavolo in chiostro, Elitropia edizioni 1986), la sua linea narrativa punta a raccontare storie vere (il più delle volte basate su ricerche d'archivio e documenti) di ragazzi, uomini e donne che hanno vissuto il Novecento delle guerre e dei totalitarismi, da resistenti, per reagire al Male che ha travolto tante vite innocenti. Dal 2016, fa parte della redazione della rivista francese: Mémoires en jeu, ed. Mémoire des signes (Paris), diretta da Philippe Mesnard. Dal 2008 è membro del comitato scientifico della rivista Témoigner. Entre histoire et memoire de la Fondation Auschwitz di Bruxelles, Mémoire d'Auschwitz asbl. Centre d'Études et de documentation.
Vive e lavora a Mantova. Collabora, come docente a contratto, con l'Università degli Studi di Brescia. Ha collaborato con l'Università degli Studi Roma Tre come docente del Master di II livello di Didattica della Shoah.

## Opere

### Romanzi
- Il ragazzo Celeste, Venezia, Marsilio, 1991, ISBN 978-88-317-5452-1. (presentato da Luigi Malerba)
- Ritorno a Berlino, Venezia, Marsilio, 1993, ISBN 978-88-317-5778-2. (presentato da Franco Fortini)
- L'ultimo giorno, Venezia, Marsilio, 1995, ISBN 978-88-317-6111-6.
- Alba di Nebbia, Venezia, Marsilio, 1998, ISBN 978-88-317-6931-0.
- Nome di battaglia: Diavolo, Venezia, Marsilio, 2000.
- Prigionieri della memoria, Venezia, Marsilio, 2006, ISBN 978-88-317-9035-2.
- Il segreto di Barbiana. La storia di don Lorenzo Milani, sacerdote e maestro, Venezia, Marsilio, 2008, ISBN 978-88-317-9574-6.

### Romanzo breve
- Il diavolo in chiostro, Elitropia Edizioni, 1986, pp. 85.

### Romanzi, racconti e saggi storici per ragazzi
- Ultima fermata: Auschwitz. Storia di un ragazzo ebreo durante il fascismo, Einaudi Ragazzi, 1996; nuova ed., 2016.
- Sotto il cielo d'Europa. Ragazze e ragazzi prigionieri dei lager e dei ghetti, Einaudi Ragazzi, 2001, ISBN 978-88-792-6289-7.
- L'isola di Rab (1941-1943), Milano, Mondadori, 2001, ISBN 978-88-044-8914-6.
- Prigioniera della storia. Margarete Buber Neumann, testimone assoluta, EL edizioni, 2005.
- Il mio nome è Anne Frank, Einaudi Ragazzi, 2010.
- Primo Levi: l'uomo, il testimone, lo scrittore, Einaudi ragazzi, 2013.
- Ero una bambina ad Auschwitz, Einaudi Ragazzi, 2015.
- Prof, che cos'è la Shoah?, Collana Saggi Presenti Passati, Einaudi Ragazzi.
- La Seconda guerra mondiale, EL edizioni, 2021, collana Che Storia!
- La prima e la seconda guerra mondiale, edizioni EL 2022 nuova edizione con testi di Frediano Sessi (La seconda guerra mondiale) e di Guido Sgardoli (La prima guerra mondiale), illustrazioni di Mauro Mazzara.
- Destinazione Auschwitz, Einaudi ragazzi, 2025, a 80 anni dalla liberazione.

### Ricerche e saggi storici
- Auschwitz 1940-1945, Milano, Rizzoli, 1999; nuova ed. aggiornata, BUR, 2016. [collana della rivista Témoigner entre Histoire e Mémoire della Fondation Auschwitz di Bruxelles, traduzione in francese di Philippe Mesnard e Katarina Cavana, Kimé, 2014]
- Nome di battaglia: Diavolo. L'omicidio don Pessina e la persecuzione giudiziaria contro il partigiano Germano Nicolini, Collana Gli specchi della memoria, Venezia, Marsilio, 2000, ISBN 978-88-317-7465-9.
- Non dimenticare l'Olocausto, Milano, BUR-Rizzoli, 2002, ISBN 978-88-1712-941-1; nuova ed., bibliografia aggiornata, Rizzoli, 2022.
- Dizionario della Resistenza: storia e geografia della Liberazione vol. I, Einaudi, 2000 (con Enzo Collotti e Renato Sandri).
- Dizionario della Resistenza: Luoghi, formazioni, protagonisti, vol. II, Einaudi, 2001 (con Enzo Collotti, Renato Sandri).
- Dizionario della Resistenza, Einaudi 2006 (volume unico, nuova edizione – con Enzo Collotti e Renato Sandri).
- Foibe rosse. Vita di Norma Cossetto uccisa in Istria nel '43, Venezia, Marsilio, 2007; nuova ed., Milano, Feltrinelli/Marsilio, 2022.
- Visitare Auschwitz, guida all'ex campo di concentramento e al sito memoriale, Marsilio, 2011 (con Carlo Saletti); tradotto in neerlandese dalla casa editrice ASP, Academic and Scientific Publishers, Auschwitz bezoeken, 2016.
- Il lungo viaggio di Primo Levi, Venezia, Marsilio, 2013.
- Mano nera. Esperimenti medici e resistenza nei lager nazisti, Venezia, Marsilio, 2014.
- Con Carlo Saletti, Auschwitz, guida alla visita dell'ex campo di concentramento e del sito memoriale, Venezia, Marsilio, 2016.
- Elio, l'ultimo dei giusti, Venezia, Marsilio, 2017.
- L'angelo di Auschwitz. Mala Zimetbaum, l'ebrea che sfidò i nazisti, Venezia, Marsilio, 2019. (Nuova edizione Feltrinelli 2023).
- Auschwitz. Storia e memorie, Venezia, Marsilio, 2020.
- Il bambino scomparso. Una storia di Auschwitz, Venezia, Marsilio, 2022. Nuova edizione Feltrinelli/Marsilio economica 2024.
- Sotto falso nome, Einaudi Ragazzi, 2022.
- Oltre Auschwitz. Europa orientale, l'Olocausto rimosso, Venezia, Marsilio, 2024.
- Quando imparammo la paura. Vita di Laura Geiringer sopravvissuta ad Auschwitz, Marsilio, 2025.

### Traduzioni e curatele
- Mary Berg, Il ghetto di Varsavia, Einaudi, 1991.
- Michel Mazor, La città scomparsa, Marsilio, 1992.
- Aranka Siegal, Capro espiatorio, EElle, 1993.
- Simha Guterman, Il libro ritrovato, Einaudi, 1994.
- Tzvetan Todorov, Le morali della storia, Einaudi, 1995.
- Anna Frank, Diario, Einaudi, 1995. (edizione definitiva)
- Vercors, Le parole, Il Melangolo, 1995.
- Aranka Siegal, All'inferno e ritorno, EElle, 1995.
- Raul Hilberg, La distruzione degli ebrei d'Europa, Einaudi, 1995.
- Il diario di Dawid Sierakowiak, Einaudi, 1997.
- I diari di Anna Frank, Einaudi, 2002. (edizione completa e critica)
- Charlotte Delbo, Un treno senza ritorno, Piemme, 2002.
- Charles Liblau, I kapo di Auschwitz, Einaudi, 2007.
- Charlotte Delbo, Donne ad Auschwitz, Gaspari editore. 2014.
- Abram Cytryn, Racconti dal ghetto di Lodz (gli scritti ritrovati di un adolescente morto ad Auschwitz), Marsilio, 2016.
- Primo Levi, Il veleno di Auschwitz, Marsilio, 2016, Libro+DVD.
- Raul Hilberg, La distruzione degli ebrei d'Europa, nuova edizione Einaudi, 2017 (con una nuova introduzione di Frediano Sessi).

### Opere per la scuola
- Decameron, trentaquattro novelle riscritte, Bompiani/Fabbri, 1993 (nuova edizione 2015).
- Ti racconto dell'Odissea, Bompiani/Fabbri, 1995 (nuova edizione 2014).
- Dizionario della tolleranza, Bompiani, 1995 (con Paolo Collo).
- Eroi e antieroi nella letteratura, Bompiani, 1996.
- Ragazze e ragazzi visti da vicino, Bompiani, 1996.
- La Divina Commedia, Bompiani, 1997 (nuova edizione 2016).
- Il libro degli eroi. L'Iliade raccontata da F. Sessi, a cura di G. Barberini, Milano, Bompiani/Fabbri, 1999, ISBN 978-88-451-7113-0.